# Новое Суркино (Татарстан)
 Новое Суркино  (чув. Пӳсрек) — село в Альметьевском районе Татарстана. Входит в состав Старосуркинского сельского поселения.

## География
Находится в юго-восточной части Татарстана на расстоянии приблизительно 17 км по прямой на юг от районного центра города Альметьевск.

## История
Основано в конце XVIII века переселенцами из деревень Старый Бусеряк и Старое Суркино. Упоминалось также как Бусеряк и Верхние Чертанлы.

## Население
Постоянных жителей было: в 1795 году — 77 душ мужского пола, в 1889—392, в 1897—437, в 1910—498, в 1920—550, в 1926—578, в 1938—473, в 1949—430, в 1958—574, в 1970—639, в 1979—472, в 1989—311, в 2002—307 (чуваши 90 %), 309 в 2010.